# Industrie-PC

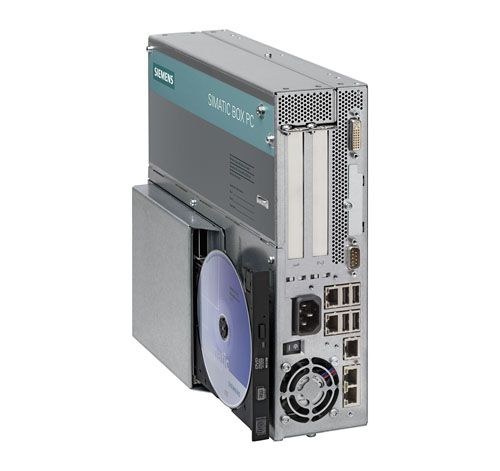
Industrie-PC von Siemens (2008)

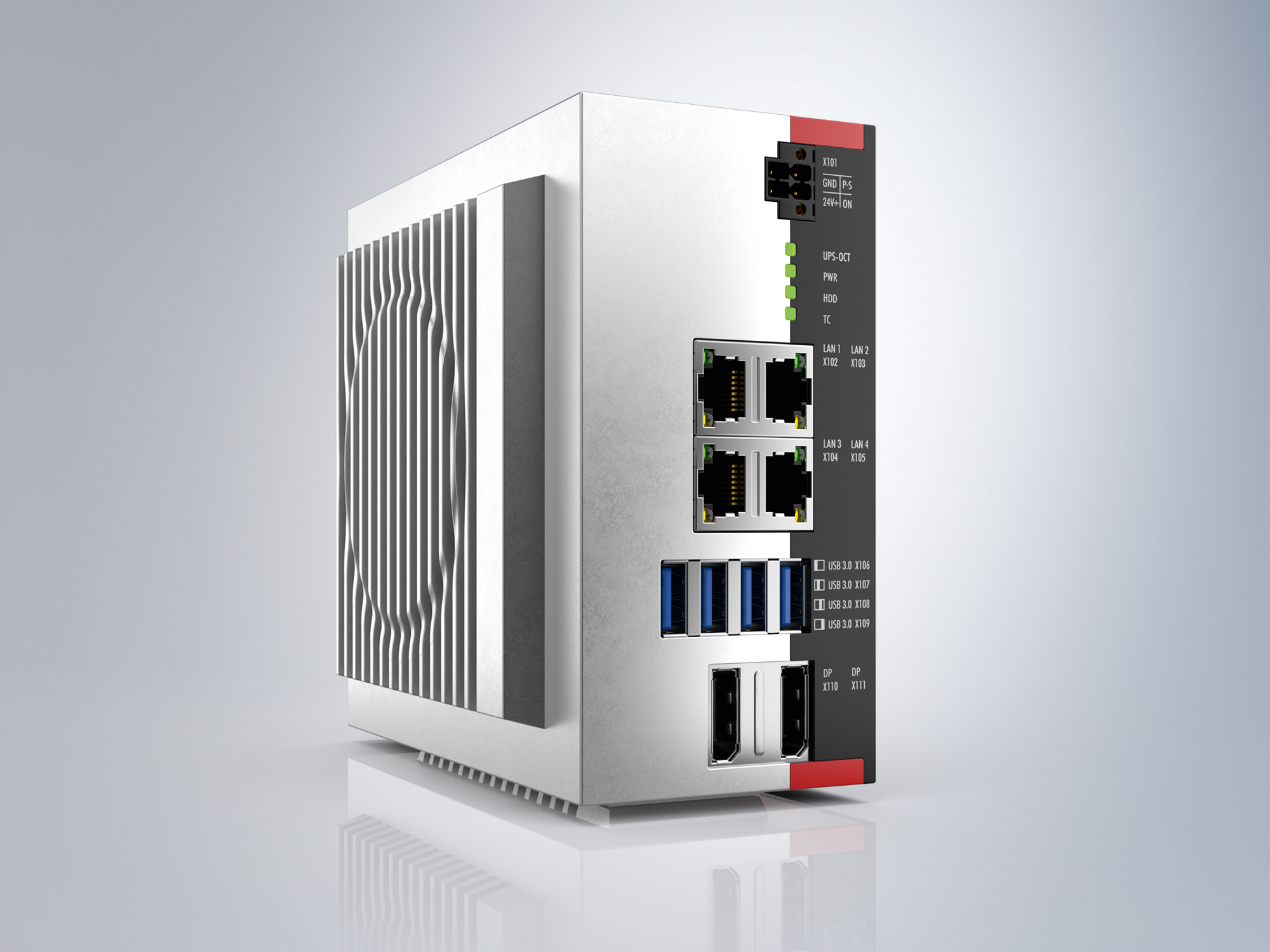
Industrie-PC von Beckhoff (2021)

Ein Industrie-PC (kurz IPC) ist ein Computer, der für Aufgaben im industriellen Bereich eingesetzt wird. Im engeren Sinn geht es dabei um Rechner, die einem IBM-kompatiblen Personal Computer ähneln und insbesondere mit Software für solche Geräte betrieben werden können.
Typische Bereiche sind Prozessvisualisierung, Robotik, Industrieautomation, autonomes Fahren, Test- und Prüfstände für die Industrie oder Sicherheitstechnik sowie die Qualitätssicherung. Ein Industrie-PC muss gegenüber den Geräten für den Bürobereich (Office-PC) besonderen Anforderungen genügen und wird in der Regel besonders robust z. B. gegenüber Umwelteinflüssen oder elektromagnetischen Störungen und insgesamt weitgehend ausfallsicher ausgelegt.
Konventionell konzipierte PCs haben infolge der Massenproduktion viele Vorzüge, z. B.: hoher Standardisierungsgrad – sowohl hinsichtlich Hardware als auch Software –, Flexibilität, großes Angebot an Peripheriekomponenten und Anwendungssoftware, günstiger Preis. Daraus entstand der Wunsch, diese auch für die Automatisierung einzusetzen. Aufgrund der hohen Flexibilität lässt sich ein PC für die Bedienung, Programmierung, Visualisierung, Langzeit-Archivierung und Simulation von Prozessen einsetzen und darüber hinaus mit herkömmlichen industriellen Steuerungen oder SPS kombinieren.

## Anforderungen

### Hardware-Anforderungen
Eine allgemeine Einordnung der verschiedenen Anforderungen wird durch die Schutzart angegeben.
Ein Industrie-PC wird in der Regel in rauen Umgebungen eingesetzt, daher muss er je nach Einsatzbereich beispielsweise starke Temperaturschwankungen aushalten und resistent gegen Staub und Wasser sein.

#### Raue Umgebung
In industrieller Umgebung, also in Fertigungen oder gar an der freien Luft, muss die Elektronik gegen äußere Einflüsse wie Staub, Dreck, extreme Temperaturen, Vibrationen und Feuchtigkeit (Schutzart IP 64) geschützt werden. Das wird vor allem durch angepasste, hochdichte Gehäuse und spezielle Filter in den Kühllüftern erreicht. Genauso müssen alle Steckverbindungen nach außen entsprechend robust und dicht ausgeführt sein.
Bei noch stärkeren Einflüssen muss die Elektronik ggf. hermetisch gekapselt werden, so dass man bei der Prozessorkühlung statt Lüftern mit Frischluftzufuhr von außen auf geschlossene Systeme mit Heatpipes und ähnlichen Elementen und beispielsweise als Kühlkörper ausgebildete Außenwände mit Kühlrippen des Gehäuses (also passive Kühlung) übergehen muss.
Wenn die Umgebung starke elektromagnetische Störungen (EMV) produziert, muss das System dagegen abgeschirmt werden. Auch dies führt zu speziell elektrisch abgedichteten Gehäusen und Steckverbindern, ggf. mit zusätzlichen Entstörgliedern in Zuleitungen.
Produziert die Umgebung extreme mechanische Erschütterungen oder Vibrationen, müssen Gehäuse und Steckverbindern wieder entsprechend robust ausgeführt sein. Zusätzlich kann es erforderlich sein, so weit wie möglich auf bewegte mechanische Komponenten zu verzichten, insbesondere auf Lüfter und Festplatten. Wie oben kann man die Lüfter durch passive Kühlsysteme ersetzen; eine Festplatte neuerdings durch eine Solid State Disk.
Tastaturen sind ebenfalls mechanisch ziemlich empfindlich. Sie werden daher oft durch Touchscreens ersetzt, die dabei auch gleich die Maus mit ersetzen, wobei die Anwendungssoftware nur geringfügig angepasst werden muss. Siehe dazu auch bei Panel-PC.

#### Empfindliche Umgebung
Umgekehrt kann es auch vorkommen, dass die Umgebung selbst besonders empfindlich gegenüber elektromagnetischen oder mechanischen Störungen ist, beispielsweise in speziellen Messapparaturen. Hier werden ähnlich wie oben besonders gut abgeschirmte Gehäuse und Steckverbindungen verwendet, hier nur mit dem Ziel, die Störungen nicht nach außen dringen zu lassen.
Wenn die Umgebung empfindlich gegenüber mechanischen Erschütterungen oder Vibrationen ist, muss wie oben zu Lüfter- und Festplatten-losen Varianten gegriffen werden.
In einigen Bereichen (z. B. chemische Industrie) sind zusätzlich noch gesonderte Vorschriften zu beachten (z. B. Explosionsschutz), die eine besondere Kapselung des IPC-Gehäuses erfordern.

#### Leistungsaufnahme
Damit die Umgebung auch nicht durch erhöhte Wärmeentwicklung der Elektronik gestört wird, muss ggf. auf besonders leistungssparende Ausführung geachtet werden. Dazu greift man auf Techniken zurück, wie sie in Notebooks und Laptops eingesetzt wird, damit lässt sich die Leistungsaufnahme etwa um die Hälfte verringern.

#### Räumliche Enge
Bei manchen Anwendungen muss die ganze Elektronik auf extrem kleinem Raum untergebracht werden. Hierzu gibt es beispielsweise komplette PCs für Hutschienenmontage und Gehäuse, wie man sie sonst für eingebettete Systeme verwendet.

#### Zuverlässigkeit
Von einem industriell eingesetzten Rechner werden besonders hohe Standzeiten ohne Software- oder Hardware-Ausfall erwartet. Auf der Hardwareseite werden entsprechend robuste Komponenten eingesetzt, bei der Software wird oft zu speziell optimierten Linux-Distributionen gegriffen.

#### Wartung
Viele IPC-Betreiber legen großen Wert auf Wartungsfreundlichkeit und bevorzugen Systeme mit einfacher Zugänglichkeit und möglichst geringer Anzahl von Verschleißteilen (z. B. Lüfter). So sind bei aktuellen Systemen Festplatten binnen Sekunden austauschbar. Zusätzlich wird der Lieferant danach selektiert, ob er Langzeit-Verfügbarkeit der Geräte und Ersatzteile gewährleisten kann. Für den IPC-Nutzer, der große Stückzahlen – etwa in einer Montagelinie – mit überwiegend identischer Software nutzt, ist es zudem wichtig, auch nach einigen Jahren noch denselben Mainboardtyp mit dem gleichen Chipsatz zu erhalten, da häufig ein anderer Chipsatz ein neues Speicherabbild (Image) aufgrund anderer Gerätetreiber erfordert. Durch den schnellen Wechsel zu immer leistungsstärkeren Systemen, müssen die Hersteller der IPC daher einen größeren Lageraufwand auch für bereits abgekündigte Produkte betreiben, als Hersteller konventioneller PC.

### Software-Anforderungen

#### Allgemeines zur Software
Häufige Anforderungen sind:
- hohe Standzeiten ohne Softwarefehler;
- Verarbeitung von Prozessdaten in Echtzeit;
- Integration der Prozess-Peripherie.

Es gibt zwei Ausführungen, wenn ein Industrie-PC als Automatisierungsgerät genutzt wird:
1. PC mit Automatisierungsteil als Hardware (z. B. PCI-Steckkarte) im selben Gehäuse, Kommunikation über einen gemeinsamen Bus. Erfüllt Echtzeittauglichkeit im strengen Sinn.
2. PC mit Automatisierungsteil als Software auf einer industrietauglichen Hardware. Bei Echtzeitfähigkeit müssen manchmal gewisse Kompromisse in Kauf genommen werden, es wird zwischen „weicher Echtzeit“ und „harter Echtzeit“ unterschieden.

#### Betriebssysteme
Da die Hardware den handelsüblichen Personal Computern von der Struktur her verwandt ist, sind die verbreiteten Betriebssysteme wie Microsoft Windows und Linux einsetzbar. Der große Vorteil dabei ist, dass man auf ein breites Fundament an verfügbaren Softwarelösungen und Entwicklungswerkzeugen zurückgreifen kann. Insbesondere im Bereich Linux gibt es darüber hinaus die Möglichkeit, dank des Open-Source-Charakters eigene Modifikationen und Optimierungen einzuführen, die auch die Betriebssystemebene an das Einsatzgebiet anpassen können.

## Ausführungen
Die Hardware eines Industrie-PCs unterscheidet sich meist von einem herkömmlichen Personal Computer. Oft reicht eine wesentlich niedrigere Performance, da die Steuerung von industriellen Maschinen keine Hochleistungsprozessoren benötigt. Im Bereich der Prozessvisualisierung werden jedoch durchaus leistungsfähige Prozessoren und Grafiklösungen, insbesondere Mehrschirmsysteme, eingesetzt.
Einige Firmen produzieren IPCs mit einem modularen Aufbau. Das bedeutet, dass die konventionelle Hauptplatine (mother board) durch eine Backplane (Busplatine) und eine Slot-CPU ersetzt wird. Ein Vorteil darin ist, dass der IPC dadurch in mehreren verschiedenen Variationen zu erhalten ist. Insbesondere ist der Einsatz einer größeren Anzahl Erweiterungskarten zur Ansteuerung von Peripheriegeräten als auf üblichen Hauptplatinen möglich. Herkömmliche Hauptplatinen weisen z. B. oft nur vier bis sechs PCI-Steckplätze auf, bei IPCs sind über entsprechende Bridges zehn und mehr möglich, auch können bei Bedarf noch Einsteckkarten für den ISA-Bus unterstützt werden.
Auf der Slot-CPU sind alle Komponenten, die auf einer Hauptplatine auch zu finden sind. Es befinden sich dort unter anderem mindestens ein Prozessorsockel, sowie ein Steckplatz für den Arbeitsspeicher, Anschlüsse für Festplatten und andere Laufwerke, meist ein VGA-Chip und mindestens ein Netzwerk-Controller.
Die Busplatine ist eine Erweiterung der Slot-CPU. Auf dieser werden die Busse ausgeführt.
Die maximale Anzahl beträgt in der Regel 20 Steckplätze und kann durch die Vielfalt der verschiedenen Busplatinen auf die kundenspezifischen Anforderungen angepasst werden. Die gängigsten Busse für Slot-CPUs sind PICMG 1.0 (PCI/ISA), PCISA oder PCI-Express (PICMG 1.3).
Das Gehäuse eines Industrie-PCs ist in der Regel für den Einbau in einem 19-Zoll-Schrank konzipiert. Weiterhin gibt es noch Box PC – kompakte und robuste Industrie-PC für den universellen Einsatz (z. B. im Schaltschrank, Steuerpult etc.) – und Panel PC – robuste Industrie-PC mit Displays.
Für die mobile Datenerfassung im Feld, der Logistik, im Service oder in der Hospitality werden zunehmend mobile Industriecomputer eingesetzt.
Durch die aufwändigere Konstruktion, speziellen Anforderungen (beispielsweise erweiterter Temperaturbereich), die hochwertigeren Materialien, so wie die Erfüllung vieler Zulassungen, Richtlinien und Normen, ist der Preis eines Industrie-PC höher als der eines gewöhnlichen Personal Computers im Office-Bereich.

## Verwandte Bereiche
Wenn die Kompatibilität zu Personal Computern keine entscheidende Rolle spielt, kann die Hardware noch gezielter auf den Einsatzzweck hin optimiert werden. Auch hier kann man von der Softwareseite her beispielsweise noch Linux-Varianten einsetzen, die aber ihrerseits dann sehr auf die Aufgabe angepasst sind.
In den allermeisten Fällen läuft das auf Lösungen hinaus, die wesentlich kompakter und kleiner sind als ein voll ausgebauter Industrie-PC, man spricht dann von Embedded-PCs oder von eingebetteten Systemen.